# Фатій Роман Юрійович
Роман Юрійович Фатій (нар. 16 червня 1987, Харків, Україна) — український футбольний тренер, колишній футболіст, що виступав на позиції півзахисника.

## Життєпис

### Ранні роки
Роман Фатій народився 16 червня 1987 року у Харкові. Саме в Харкові футболіст і робив свої перші кроки у футболі, виступаючи до 2002 року в місцевому «Інтері». Із 2003 по 2004 рік навчався у столичній ДЮФШ «Динамо» ім. В. В. Лобановського.

### Кар'єра гравця
Професійні виступи розпочав у київському «Динамо», але через високу конкуренцію серед півзахисників у основному складі киян не провів жодного офіційного матчу. За весь час перебування на контракті в київському клубі провів два матчі за дублюючий склад киян (по одному в сезонах 2004/05 та 2005/06). Також виступав у складі друголігового «Динамо-3» (14 матчів у 2004—2005 роках) та першолігового «Динамо-2» (9 поєдинків у 2004—2005 роках).
У сезоні 2006/07 років Роман Фатій виступав за інший клуб з Другої ліги, броварський «Нафком», в складі якого зіграв 5 матчів у національному чемпіонаті. У сезоні 2007/08 років Роман грав уже в складі ФК «Полтава», яка в той час також виступала у Другій лізі. За полтавчан гравець провів 18 матчів та забив 1 м'яч у чемпіонаті, а також зіграв 1 поєдинок у Кубку України. У 2008—2009 роках гравець виступав за «Дніпро» (Черкаси), у складі якого зіграв 18 поєдинків у Другій лізі. Сезон 2009/10 років Роман Фатій провів у ПФК «Суми». У складі сум'ян футболіст зіграв 18 поєдинків у чемпіонаті (1 гол) та 1 у національному кубку. У 2010—2011 роках гравець повернувся до Полтави, де виступав у складі однойменного клубу. За півтора сезони, які гравець провів у футболці ФК «Полтави», він зіграв 35 матчів у чемпіонаті та відзначився 1 забитим м'ячем у чемпіонаті та 5 матчів у кубку.
Найтривалішим у своїй професійній кар'єрі було перебування Романа Фатія у складі свердловського «Шахтаря», у складі якого футболіст виступав у період з 2011 по 2014 роки та зіграв у футболці клубу загалом 67 поєдинків та відзначився 6-ма забитими м'ячами. Першу частину сезону 2013/14 років Роман розпочав у складі кременчуцького «Кременю», за який зіграв 5 матчів у чемпіонаті, а завершив уже в складі херсонського «Кристалу», у футболці якого провів 11 матчів (2 забитих м'ячі). Сезон 2015/16 років Роман розпочав у футболці краматорського «Авангарда», у складі якого зіграв 17 матчів (1 забитий м'яч у кубку). У кінці січня 2016 року перейшов до «Інгульця», у складі якого зіграв 6 поєдинків (1 забитий м'яч), а також допоміг завоювати команді бронзові нагороди Другої ліги та підвищитися у класі. Наприкінці грудня 2016 року залишив петрівську команду.

### Тренерська кар'єра
У 2020—2021 роках працював помічником головного тренера Романа Мельника в харківському «Авангарді» — фарм-клубі харківського «Металіста 1925». У 2021—2022 роках був помічником Романа Мельника в тренерському штабі юнацької (U-19) команди «Металіста 1925», що виступала у Юнацькому чемпіонаті України.

## Досягнення
- Друга ліга чемпіонату України

 Бронзовий призер: 2015/16